# Аль-Махмуд, Шейха
Шейха бинт Ахмед бин Али Аль-Махмуд (араб. شيخة بنت أحمد بن علي المحمود‎ ; ум. 29 января 2020 года) — катарская поэтесса и государственный деятель, министр образования (2003—2009), первая женщина-министр Катара.

## Биография
Шейха была дочерью катарского дипломата и политика Ахмада бин Абдуллы Аль-Махмуда. Она получила степень бакалавра по арабской литературе. Трудовую деятельность начала с 1970 года, работая учителем в школе. Постепенно, получая повышения она уже работала директором школы, а также стала членом комитета по пересмотру методов начального образования.
В 1996 году назначена заместителем помощника министра образования в Катаре, став первой женщиной на этом посту. Одновременно работала заместителем секретаря в Министерстве культуры, искусства и культурного наследия. Она занимала эти должности до мая 2003 года, когда эмир Катара Хамад бин Халифа Аль Тани назначил её министром образования. Таким образом она стала первой женщиной-министром в Катаре и второй в регионе Персидского залива.
После назначения на должность она заявила, что хочет реформировать систему образования с целью воспитания молодёжи, которая будет уверена в себе и сможет свободно высказываться. Она также считает, что изучение английского языка является важной основой интеграционных процессов. Шейха Аль-Махмуд стремилась, чтобы образование удовлетворяло потребности в квалифицированных кадрах для развития страны.
Она занимала пост министра до 2009 года, пока эмир Катара не назначил на этот пост Саад бин Ибрагим Аль-Махмуд.
В 2018 году Катарский университет выбрал её личностью года за многолетнюю трудовую деятельность.
29 января 2020 года скончалась.

## Творчество
Шейха Аль-Махмуд является автором более ста стихотворений. Её стихи транслировались по катарскому телевидению и на YouTube. В своих стихотворениях она воспевала любовь к стране, монарха и народ. Одно из её самых знаменитых стихов является «إني أحبك يا قطر» («Я люблю тебя, Катар»).